# Марсель Ніколлін
Марсель Ніколлін (фр. Marcel Nicollin, 1904 — 26 листопада 1951, Женева) — швейцарський футболіст, що грав на позиції воротаря за клуб «Уранія Женева Спорт», а також національну збірну Швейцарії.
Володар Кубка Швейцарії.

## Клубна кар'єра
Грав за команду «Уранія Женева Спорт», що переживала період найбільших досягнень у своїй історії. В 1929 році став з командою володарем Кубка Швейцарії. У фіналі «Уранія» перемогла «Янг Бойз» з рахунком 1:0. У тому ж році клуб став переможцем Західної ліги чемпіонату Швейцарії і вперше пробився до фінального турніру, де став третім серед трьох команд. У 1931 році «Уранія» виграла Західну лігу чемпіонату Швейцарії і знову пробилась у фінальний турнір. Команда стала другою у міні-турнірі для шести учасників, що є найвищим її результатом за всі роки виступів у вищому дивізіоні національної першості. Втретє за чотири роки «Уранія» пробилась у фінальний турнір у наступному сезоні. Цього разу потрапити в трійку призерів чемпіонату не вдалося — четверте місце. Також у 1932 році клуб вийшов у фінал Кубка Швейцарії, де поступився «Грассгопперу» з рахунком 1:5.
Ще одним значним успіхом «Уранії» того періоду стала перемога в представницькому Міжнародному турнірі до колоніальної виставки, що відбувся влітку 1931 року в Парижі. В чвертьфіналі швейцарський клуб з рахунком 3:0 обіграв одного з двох господарів змагань — паризький «Расінг». Далі команда з однаковим рахунком 2:1 перемогла головних фаворитів змагань — австрійську «Вієнну» в півфіналі і чехословацьку «Славію» у фіналі.

## Виступи за збірну
9 травня 1926 року зіграв свій єдиний офіційний матч у складі національної збірної Швейцарії. В товариському матчі його збірна поступилась Італії з рахунком 2:3.

## Титули і досягнення
«Уранія Женева Спорт»:
Чемпіонат Швейцарії
- Срібний призер (1): 1931
- Бронзовий призер (1): 1929

Кубок Швейцарії
- Володар (1): 1929
- Фіналіст (1): 1932.

Міжнародний турнір ЕКСПО:
- Переможець (1): 1931